# Donatella Rettore
Donatella Rettore, conocida simplemente como Rettore (n. Castelfranco Veneto, Treviso, 8 de julio de 1955) es una cantante y compositora italiana de música pop-rock y ska.

## Discografía
Álbumes
- 1975: Ogni Giorno Si Cantano Canzoni D'amore
- 1977: Donatella Rettore
- 1979: Brivido Divino
- 1980: Magnifico Delirio
- 1981: Estasi Clamorosa
- 1982: Kamikaze Rock'n'roll Suicide
- 1982: Super Rock, Le Sue Piu' Belle Canzoni
- 1983: Far West
- 1985: Danceteria
- 1988: Rettoressa
- 1989: Ossigenata
- 1991: Son Rettore E Canto
- 1994: Incantesimi Notturni
- 1996: Concert
- 2005: Figurine
- 2008: Stralunata
- 2011: Caduta massi
- 2012: The Best Of The BeastxxxÑ

Sencillos
- 1973: Quando Tu
- 1974: Capelli Sciolti
- 1975: Ti Ho Preso Con Me
- 1976: Lailola'
- 1977: Carmela
- 1978: Eroe
- 1979: Splendido Splendente
- 1980: Kobra
- 1981: Donatella
- 1982: Lamette
- 1982: This Time
- 1983: Io Ho Te
- 1985: Femme Fatale
- 1986: Amore Stella
- 1989: Zan Zan Zan
- 1994: Di Notte Specialmente
- 2003: Bastardo
- 2005: Konkiglia
- 2011: L'Onda del Mar
- 2011: Callo
- 2011: Lamette Katana
- 2012: Natale Sottovoce
- 2013: Ciao Ciao
- 2013: Ciao Ciao Remixes EP